# Paphiopedilum hirsutissimum
Paphiopedilum hirsutissimum (Lindl. ex Hook.) Stein, 1892  è una pianta della famiglia delle Orchidacee.

## Descrizione
È un'orchidea di media taglia, a crescita terricola oppure litofita e presenta un ciuffo di 5, fino a 7 foglie che possono essere lineari-oblunghe o lineari-ligulate con apice ottuso e obliquamente bilobato, di colore verde chiaro, maculate di viola nella pagina inferiore. La fioriutra avviene in primavera con un fiore unico, su di uno stelo verdastro, caratteristicamente tomentoso, con molti peli di colore viola, alto fino a 30 centimetri. Il fiore è di lunga durata, molto grande (10 centimetri in media) e appariscente, di aspetto robusto e ceroso, di colore che vira tra il verde ed il rosa o viola, con macchie scure su petali, sepali e sul labello sacciforme.

## Distribuzione e habitat
La specie è originaria dell'Asia ed in particolare nel nord-est dell'India e della zona che va dalla Thailandia, Birmania al sud-est della Cina, dove cresce o terricola alla base degli alberi o in crepacci tra le rocce dove si accumula un po' di humus (litofita in questo caso), dalla quota di 700 metri, fino a 1800 metri sul livello del mare.

## Sinonimi
Cypripedium hirsutissimum  Lindl. ex Hook., 1857

Cordula hirsutissima (Lindl. ex Hook.) Rolfe, 1912

Paphiopedilum esquirolii Schltr., 1919

Cordula esquirolii (Schltr.) Hu, 1925

Paphiopedilum chiwuanum Tang & F.T.Wang,  1951

Paphiopedilum hirsutissimum var. esquirolii (Schltr.) K.Karas. & K.Saito, 1982

Paphiopedilum hirsutissimum var. chiwuanum (Tang & F.T.Wang) P.J.Cribb, 1987

Paphiopedilum saccopetalum H.S.Hua, 1998

Paphiopedilum hirsutissimum f. viride O.Gruss & Roeth, 1999

Paphiopedilum esquirolii var. chiwuanum (Tang & F.T.Wang) Braem & Chiron, 2003

Paphiopedilum hirsutissimum f. alboviride O.Gruss & Koop., 2006

## Coltivazione
Questa pianta richiede terriccio fertile e umidità per tutto l'anno; richiede esposizione all'ombra, temendo la luce diretta del sole e gradisce temperature medio-fresche.